# Lagoa de Tramandaí
Lagoa de Tramandaí é uma lagoa brasileira localizada no município de Osório, no estado do Rio Grande do Sul.